# Галимокнемис
Галимокнемис (лат. Halimocnemis) — род растений семейства Амарантовые (Amaranthaceae). Сочные однолетние солянки с узкими толстоватыми листьями с колючками на конце. Растут в Центральной Азии, на солонцах, солончаках и песках. Многие виды галимокнемиса — хороший корм для верблюдов и овец.

## Значение и применение
Весной и летом сельскохозяйственными животными не поедается. Затем поедается всеми видами за исключением крупно рогатого скота. Для верблюдов, овец и коз считаются нажировочными растениями. Объясняется последнее тем, что поедаются главным образом листья и плоды содержащие даже в сухом состоянии значительное количество протеина и немного клетчатки.

## Виды
По данным The Plant List род включает следующие виды:
- Halimocnemis karelinii Moq. — Галимокнемис Карелина[2]
- Halimocnemis longifolia Bunge — Галимокнемис длиннолистный[2]
- Halimocnemis macrantha Bunge
- Halimocnemis occulta (Bunge) Hedge
- Halimocnemis sclerosperma (Pall.) C.A.Mey.
- Halimocnemis villosa Kar. & Kir. — Галимокнемис мохнатый[2]